# Hirtshals Fyr
Hirtshals Fyr ist mit einer Feuerhöhe von 57 m einer der höchsten Leuchttürme Dänemarks und steht im Norden von Jütland in Hirtshals. Die Projektplanung des Leuchtturmes begann im Februar 1859, Grundsteinlegung war am 28. Juni 1860.  Am 1. Januar 1863 ging Hirtshals Fyr dann nach gut zweieinhalb Jahren Bauzeit in Betrieb. Der Turm wurde aus rotem Backstein mit holländischen Fliesen auf einem Fundament aus Beton und Granit gebaut.

## Tageskennung und Ausstattung
Die Tageskennung des Leuchtturms war seit 1896 grau und ist seit 1960 ein leicht gelbliches weiß.
Von Beginn an war der Leuchtturm mit einem Linsensystem und rotierenden Verstärkerprismen ausgestattet. Im Jahre 1914 wurde ein Glühbrenner auf Petroliumbasis eingerichtet und eine Blinkvorrichtung installiert. Um 1939 wurden schließlich Glühbirnen eingebaut, eine Umstellung auf Automatikbetrieb erfolgte im Jahre 1973. Die heutzutage verwendete Lampe besitzt eine Spitzenleistung von 400 Watt, deren Licht durch die optischen Bauelemente insgesamt millionenfach verstärkt wird. Das Licht kann somit noch in einer Entfernung von bis zu 25 Seemeilen gesehen werden.

## Besichtigung
Der Leuchtturm kann jeden Tag in der Zeit von 10 Uhr bis zum Sonnenuntergang gegen ein Eintrittsgeld besichtigt werden. Während der COVID-19-Pandemie blieb der Leuchtturm zeitweilig geschlossen. Von Juni bis August gibt es zudem an einigen Sonntagen geführte Besichtigungen. Darüber hinaus existiert eine Ausstellung zur Geschichte des Leuchtturms im Maschinenraum. In der wärmeren Jahreszeit werden die Gäste im Kaffeeraum bewirtschaftet.
Weiterhin gibt es unter dem Titel „Kunst på Fyret“ viermal pro Jahr eine Kunstausstellung, davon eine zur Osterzeit, zwei in den Sommerferien und eine während der Herbstferien. Hierfür wird das Assistentenhaus genutzt, eines von zwei Nebenhäusern, in dem vier Räume für Ausstellungszwecke genutzt werden können. Pro Ausstellungstag wird mit etwa 150 Gästen gerechnet, in einer Ausstellungswoche mit gut 1000 Gästen.

## Umgebung
In der unmittelbaren Umgebung des Leuchtturms befinden sich 69 Bunker als Teil des Atlantikwalls, die durch Laufgräben über eine Länge von dreieinhalb Kilometern miteinander verbunden sind. Diese Anlagen mit dem Namen 10. Batterie sind der am vollständigsten erschlossene Verteidigungskomplex in Dänemark. Die Wehranlagen können im Bunkermuseum - 10. Batterie besichtigt werden.
In der Nähe liegt außerdem Hirtshals Havn, einer der größten Fischereihäfen des Landes.